# 함양 우명리 정씨고가
함양 우명리 정씨고가(咸陽 牛鳴里 鄭氏古家)는 경상남도 함양군 수동면 우명리에 있는, 하동 정씨 정여창 선생의 7대손 희운의 다섯째 아들이 분가하여 지은 가옥이다. 1985년 1월 23일 경상남도의 문화재자료 제121호로 지정되었다.

## 개요
하동 정씨 정여창 선생의 7대손 희운의 다섯째 아들이 분가하여 지은 집이다.
남북으로 긴 직사각형에 가까운 넓은 대지에 一자형 대문간채와 一자형 사랑채가 있고 역시 一자형의 안채가 동북향으로 서 있다.
대문간채는 앞면 4칸·옆면 1칸 크기이며 대문간을 들어서면 앞면 4칸·옆면 2칸 반 크기의 사랑채가 자리잡고 있다. 사랑채 지붕은 앞에서 볼 때 사다리꼴을 한 우진각지붕으로 꾸몄다.
안채는 앞면 5칸 반·옆면 2칸 크기로, 지붕은 옆에서 볼 때 여덟 팔(八)자 모양의 팔작지붕이다. 서쪽에 부엌(정지)을 두었고 동쪽에 앞면 2칸·옆면 1칸의 안방이 있다.
안사랑채는 앞면 2칸·옆면 1칸 크기이며 안채 동북쪽에는 따로 쌓은 담장 속에 앞면 1칸·옆면 2칸 크기의 사당채가 있다.
대문채는 오랜 풍상을 대변하듯 높이 솟아 있고 사랑채 규모는 다소 작은 편이지만 바깥마당과 안마당은 공간을 잘 나누고 있다. 사당채까지 갖추고 있어 종가의 면모를 고루 갖춘 전통 민가이다.

## 참고 자료
- 함양 우명리 정씨고가 - 국가유산청 국가유산포털